# Numfor
Numfor (nota anche come Numfoor) è un'isola della Nuova Guinea Occidentale, Indonesia.

## Geografia
L'isola Numfor è un'isola oceanica posizionata nella Baia di Cenderawasih, appartenente alle Isole Schouten.
Il clima è tropicale umido. Il terreno è composto principalmente di terrazzamenti calcarei ricoperti da foreste tropicali umide a foglia larga. Gran parte dell'isola è circondata dalla barriera corallina.

## Storia
Durante la seconda guerra mondiale, l'isola, dapprima occupata dall'esercito imperiale giapponese che vi costruì 3 aeroporti, fu successivamente teatro di uno sbarco alleato a partire dal 2 luglio 1944, seguito da violenti combattimenti che terminarono con la liberazione dell'isola il 31 agosto.